# Trinitarierkirche (Bratislava)

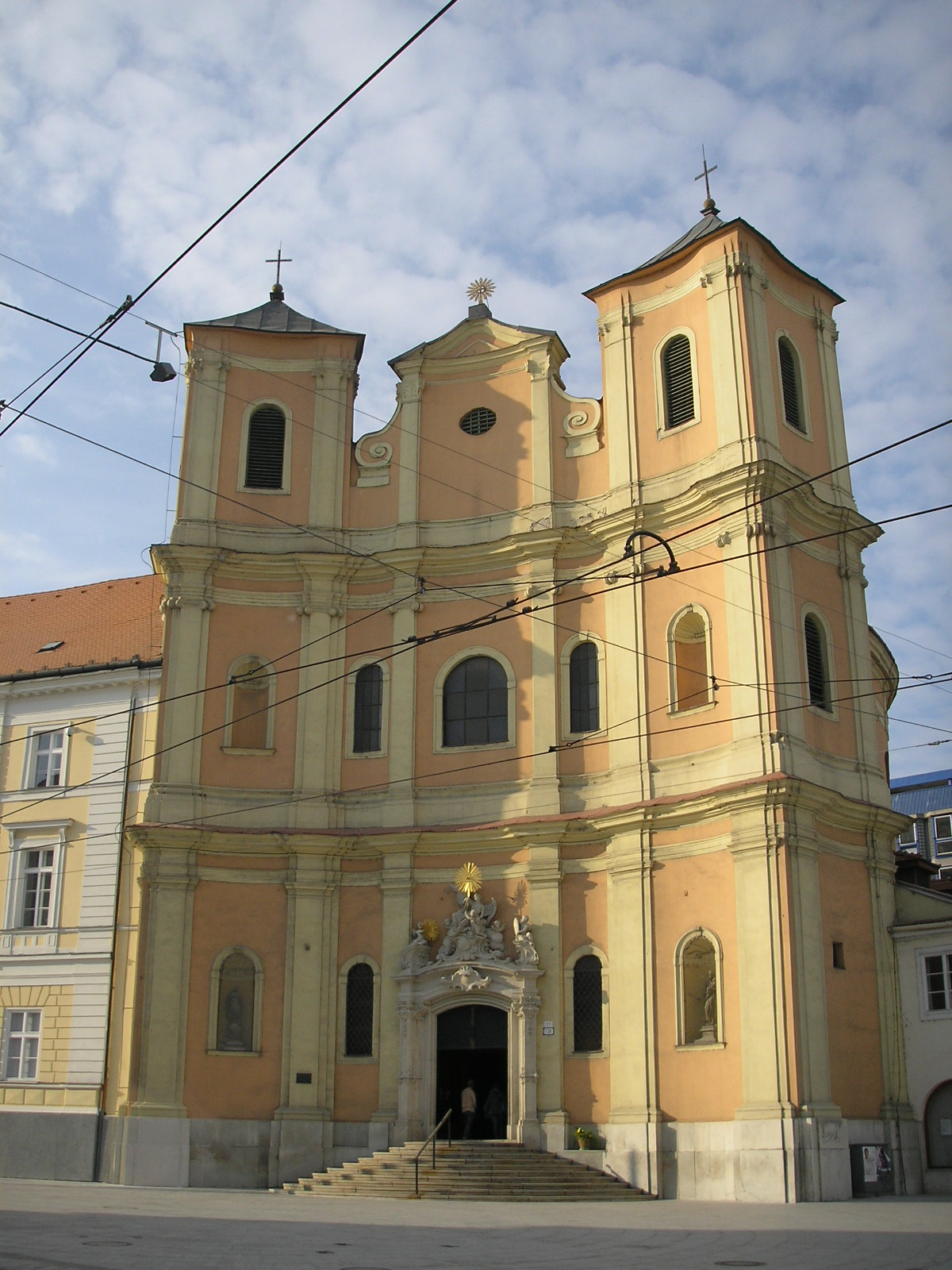
Die Kirche vom Platz aus gesehen

Die Trinitarierkirche (slowakisch Kostol trinitárov) oder Kreuzpaterkirche oder falsch auch Dreifaltigkeitskirche/Trinitatiskirche (slowakisch Kostol Najsvätejšej Trojice, ungarisch Szent Háromságtemplom), offiziell Kirche des Heiligen Johannes von Matha, ist eine katholische Barockkirche in Bratislava, Slowakei. Sie befindet sich in der Altstadt am Župné námestie (deutsch Komitatsplatz).

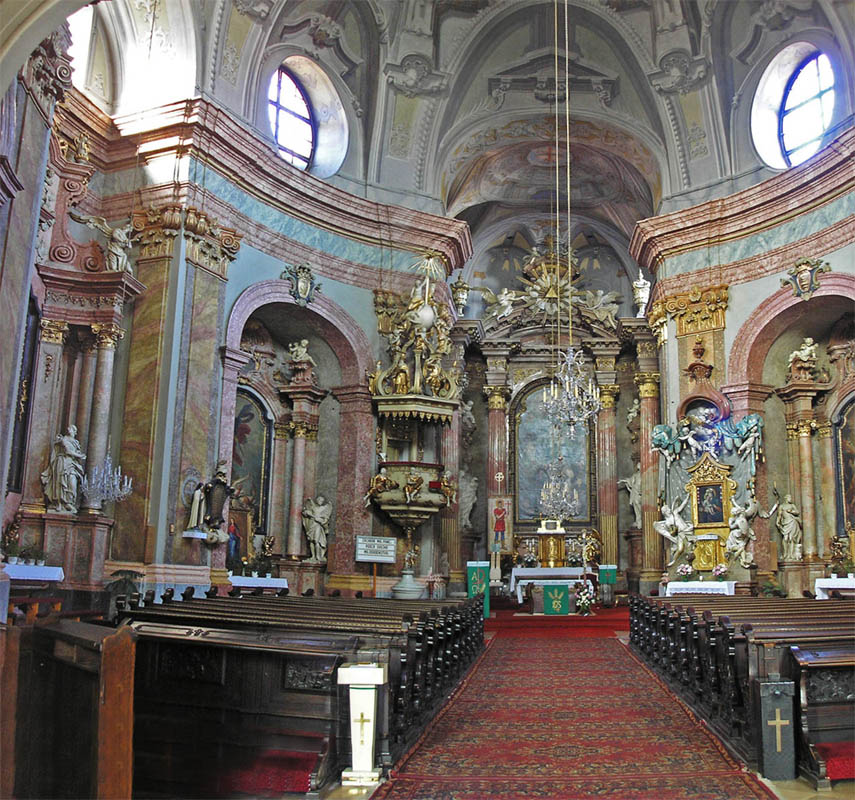
Das Innere der Kirche

Der Trinitarier-Orden erbaute sie an Stelle einer alten Kirche des Heiligen Michael, die im Zuge der Türkenkriege im 16. Jahrhundert mit anderen Teilen der Vorstädte zerstört wurde. Der Bau begann im Jahr 1717 und die Kirche wurde, obwohl die Arbeiten sich bis Mitte des 18. Jahrhunderts fortsetzten, 1727 geweiht. Der Bau wird von der Kuppel mit Trompe-l’œil-Fresko dominiert. Im Hauptaltar befindet sich Altarretabel, das die Heiligen Johannes von Matha und Felix von Valois wie sie von Türken zurückgehaltene Gefangene loskaufen, darstellt. Weitere Objekte sind die Statuen der Heiligen Agnes und Heiligen Katharina und ein Seitenaltar.
Die Orgel wurde 1751 von Johann Hencke gebaut. Gemäß einer Visitation vom 24. Juni 1783 hatte das Hauptwerk acht, das Positiv sechs Register. Der Orgelbauer Vince Mozsny baute 1908 die Orgel um, sodass sie heute aus zwei Manualen mit zehn (Hauptwerk) beziehungsweise fünf Registern (Positiv) und einem Pedal mit vier Register besteht. Aus dem ursprünglichen Instrument sind lediglich das Gehäuse, Schleifladen und ein Teil der Pfeifen erhalten.
Neben der Kirche befand sich das Kloster der Dreifaltigkeit, dieses wurde jedoch 1844 abgerissen und durch das Komitatshaus des Komitats Pressburg ersetzt. In der Vergangenheit fanden verschiedene Konzerte statt und von 1939 bis 1994 war das Haus Sitz des Slowakischen Nationalrats (seit 1992 Nationalrat der Slowakischen Republik), bevor er 1994 zum neuen Gebäude auf dem Burghügel umzog.
Von 2003 bis 2009 (Bau der modernen Kathedrale des heiligen Sebastian) war die Trinitarierkirche die Kathedralkirche des slowakischen Militärordinariats.